# Greyhound
Il greyhound è una razza canina appartenente al gruppo dei levrieri; è quindi un cane da caccia a vista.
È il cane più veloce delle razze esistenti, e se ben allenato può raggiungere i 63 km/h come velocità media in gara (457 metri con partenza da fermo), e i 72 km/h come massima velocità nei rettilinei. Viene infatti utilizzato soprattutto nei cinodromi, in gare di racing o di coursing. È un ottimo cane da compagnia, molto affezionato al padrone. Non richiede più moto di quanto ne richieda qualunque cane di taglia media, anche se gradisce galoppare in libertà.

## Origini
Si tratta di una razza molto antica, secondo alcuni deriva dai levrieri nord africani come lo sloughi e il saluki. Si suppone che sia stato importato in Europa tra il sesto e il quinto secolo prima di Cristo dai Celti. Il nome "greyhound" deriva probabilmente dall'inglese arcaico grighund, dove "hund" è l'arcaico di "hound" ("segugio"), ma il significato di "grig" è ancora incerto. 
Anche lo standard FCI del greyhound N° 158 / 27.01.2011, ne individua le origini nel Medio Oriente. Disegni di cani di questo tipo sono stati scoperti sulle pareti di tombe dell’antico Egitto, risalenti fino al 4000 A.C. Sempre lo Standard spiega come cani di questo tipo si diffusero per tutta l’Europa nel corso degli anni, ma fu in Gran Bretagna che essi vennero allevati in modo da arrivare a uno Standard. 
Tuttavia questa teoria classica potrebbe essere stravolta dalle scoperte effettuate dagli scienziati dell'Hutchinson center di Seattle, i quali hanno realizzato il primo confronto completo dei geni delle razze canine.
L'analisi è stata completata con l'aiuto dell'American Kennel Club ed ha riguardato 85 tipi di razze e 414 DNA di altrettanti cani. Sono stati trovati indizi interessanti su come le razze canine siano collegate tra loro, e in che modo esse possono essere discese da cani ancestrali in diverse parti del globo.
Sono stati portati risultati interessanti e nuovi rispetto alla maggior parte delle ricerche precedenti, grazie a nuove tecniche genetiche molto più sensibili delle precedenti che non erano state in grado di rilevare grandi differenze tra razze diverse.
In particolare: Mitochondrial DNA analyses, single nucleotide polymorphisms (SNPs) analyses ed il Bayesian model-based clustering algorithm
Sono stati individuati 4 cluster o gruppi di razze aventi antenati comuni:
- un primo gruppo include razze come il Siberian Husky, il levriero afgano, il Basenji dell'Africa, il Chow chow della Cina, l’Akita in Giappone, e il Saluki in Egitto: tali razze sono le più strettamente correlate al lupo: "I cani di queste razze possono essere ritenuti i migliori rappresentanti del pool genetico del cane ancestrale". 
- Un secondo gruppo di cani è costituito dai discendenti di razze simil-mastino, tra cui il bulldog, rottweiler, e boxer. 
- Un terzo gruppo comprende antenati e discendenti di cani tipo da pastore, come ad esempio il l’Irish Wolfhound, il Collie, il Greyhound, e il San Bernardo. 
- L’ultimo cluster comprende segugi, terrier, spaniel, e retriever.
Lo studio sembra mostrare come Saluki e Afghani facevano parte di un gruppo asiatico assieme a Chow chow, Basenji e Akita, mentre il Greyhound appare nel gruppo che si potrebbe definire "celtico", probabilmente progenitore di razze più recenti tra cui il Whippet, Borzoi, Cane pastore belga, collie, pastore delle Shetland, e il San Bernardo.
Secondo i risultati dello studio la selezione del greyhound sarebbe da attribuire ai Celti anziché ai popoli dell'Egitto e della Mesopotamia.
La ricerca ha evidenziato come alcune razze che si presumevano di antica origine, in realtà sono il risultato di una selezione più recente. L’esempio è il Cane dei Faraoni, l’Ibizan Hound, inserito dall'FCI nel gruppo 5 dei cani primitivi, non sono inclusi in questo cluster ancestrale.
Nonostante si pensi che discendano da razze antiche descritte nelle rappresentazioni delle tombe egizie datate 5000 anni fa, questi cani potrebbero essere stati ricreati in tempi moderni per assomigliare a queste antiche razze, oppure potrebbero aver subito così tanto la miscelazione con altre razze che, a livello di DNA, sono state mascherate le loro antiche origini.

## Attitudini
In origine i levrieri erano cani da caccia e, poiché la caccia era riservata ai nobili, erano cani tenuti in alta considerazione. Li troviamo in dipinti di Pieter Bruegel il Vecchio, Botticelli, Pisanello e molti altri ancora. La regina Elisabetta I, appassionata di coursing, ne disciplinò per prima la pratica. Il coursing è una competizione in campo aperto in cui due greyhound cercano di raggiungere una lepre; questa pratica è oggi vietata in Inghilterra ma ancora legale in Irlanda.
Nell'800 il coursing diventò sempre più popolare; risale al 1837 la prima edizione della Waterloo Cup, la più importante manifestazione di coursing in Inghilterra, vietata dall'Hunting Act del 2004.
Il primo meeting di corse è del luglio 1926 a Manchester. Da qui le corse coi greyhound, e le scommesse sulle corse, si diffusero in tutti i paesi anglosassoni e non soltanto. In Italia l'ultimo cinodromo legato alle scommesse, quello di Roma, ha chiuso nel 2002.
In Inghilterra come in altri paesi europei, ad esclusione dell'Irlanda, è vietata la corsa nei cinodromi (racing) mentre il "corsing" (corsa in liberi terreni pianeggianti/collinari) è una prova di attitudine al "lavoro", rincorrendo una finta lepre (trazione meccanica) come alle sue origini, in qualità di cane da caccia a vista.